# 北梦琐言
《北夢瑣言》，五代孫光憲撰，原帙三十卷，今本僅存二十卷。
孫光憲立志于撰修史书，佐幕於荊南國江陵時撰成《北夢瑣言》一書。《北夢瑣言》記載唐武宗迄五代十國的史事，包括朝野佚聞、士大夫言行等諸多史料，如卷九引刘山甫《金溪闲谈》，而此书今不存；《北夢瑣言》前十六卷記晚唐，後四卷記五代，“每聆一事，未敢孤信，三复参校，然始濡毫”，足見其写作态度之嚴謹。又有研究指出孫光憲曾利用五代实录以成书。本書可補正史之不足，“五代雜筆，首推《北夢瑣言》”。《太平廣記》多摘錄此書，引文達247條，《舊五代史》援引33條，彭元瑞《五代史注》援引137條。北宋司馬光編撰《資治通鑑》時亦多次引用此書，如皮日休之事。清初四库館臣谓其：“记载颇猥杂，叙次亦颇冗沓，而遗文琐语，往往可资考证。故宋李昉等编《太平广记》多采其文。”清末缪荃孙又从《太平广记》中辑出《北梦琐言佚文》4卷，1959年中华书局依缪氏本出版《北梦琐言》。1981年上海古籍出版社有校點本。